# Атомна маса
Атомною масою (ma) — називають відношення абсолютної маси атому до 1/12 частини абсолютної маси атому вуглецю-12 (12C), ядро якого містить шість протонів і шість нейтронів. Маса жодного іншого ізотопу не дорівнює цілому числу внаслідок впливу енергії зв'язку ядер.
Атомна маса ізотопу дорівнює цілому числу приблизно: здебільшого перша цифра після десяткової коми — це 0 або 9. Це ціле число називається масовим номером і є сумою числа протонів та числа нейтронів в атомному ядрі.
Закономірність прирощення атомної маси в залежності від масового номера така: відхилення починається з позитивного у водню-1, стає негативним, доки не досягається мінімум у заліза-56, потім зростає до позитивних значень у важких ізотопів зі зростанням атомного номера. Це відповідає тому, що розщеплення елемента, важчого за залізо, вивільнює енергію, а розщеплення елемента, легшого за залізо, потребує енергії. Протилежне справджується для реакцій злиття ядер: злиття елементів, що є легшими за залізом, вивільнює енергію, злиття ж елементів, важчих за залізо, потребує енергії.
Якщо йдеться про хімічний елемент взагалі, атомна маса (також «відносна атомна маса», «середня атомна маса» або «атомна вага»), подана в періодичній таблиці, є середньою атомною масою всіх стабільних ізотопів даного хімічного елемента. Цю атомну масу використовують в стехіометричних розрахунках. Вона зазвичай застосовується як маса в грамах одного моля атомів елемента, що також зветься молярною масою.
Термін «атомна вага» тепер поступово витісняється терміном «відносна атомна маса». Термін «стандартна атомна вага» (що його тепер використовує IUPAC), стосується середньої відносної атомної маси елемента.
Те саме означення стосується молекул, і в цьому випадку його називають молекулярною масою. Молекулярну масу сполуки можна розрахувати, додаючи атомні маси елементів, що складають її, помножені на коефіцієнти елементів з хімічної формули. Та сама маса може бути розрахована для сполук, що не створюють молекул.
Пряме порівняння й вимірювання мас атомів і молекул виконується мас-спектрометрією.
Один моль речовини завжди точно містить атомну або молекулярну масу речовини, виражену в грамах. Наприклад, атомна маса заліза дорівнює 55,845. Тому один моль атомів заліза важить 55,845 грамів.

## Історія
До 60-х років 20-го сторіччя атомну масу означали так, що ізотоп кисень-16 мав атомну масу 16. Проте співвідношення кисню-17 та кисню-18 у природному кисні, що також використовувався до розрахунків атомної маси, призводило до наявності двох різних таблиць атомних мас.
Раніше хіміки й фізики використовували дві різні шкали атомних мас. Хіміки використовували шкалу, основану на тому, що природна суміш ізотопів кисню мала атомну масу 16, тоді як фізики присвоювали те саме число 16 атомній масі найпоширенішого ізотопу кисню (що має вісім протонів і вісім нейтронів). Уніфікована шкала основана на вуглецю-12, 12C, що відповідає потребі фізиків у шкалі, що ґрунтується на чистому ізотопі, та за числами стоїть близько до шкали хіміків.
У вересні 1803 року вперше англійський вчений Джон Дальтон склав першу таблицю атомних мас, відомих на той час елементів. Дещо пізніше шведський хімік і мінералог Є. Я. Берцеліус за елемент порівняння запропонував оксиген. На даний час користуються вуглецевими одиницями (а.о.м.), де 1 а.о.м. = (С) = 1,66043·10−24г.
Маса атома, виражена в а.о.м., називається атомною масою.

## Інтернет-ресурси
- NIST relative atomic masses of all isotopes and the standard atomic weights of the elements
- AME2003 Atomic Mass Evaluation [Архівовано 2019-01-11 у Wayback Machine.] from the National Nuclear Data Center(інші мови)